# Баклажан
Баклажа́н, или паслён тёмнопло́дный (лат. Solánum melongéna), — вид многолетних травянистых растений рода Паслён (Solanum). Возделывается как однолетнее растение. Съедобен только плод. В ботаническом смысле это ягода, в кулинарном смысле рассматривается как овощ. Родина — субтропики Азии.
Слово «баклажан» восходит к древнеиндийскому санскриту. Название «eggplant» было придумано в Великобритании.

## Название

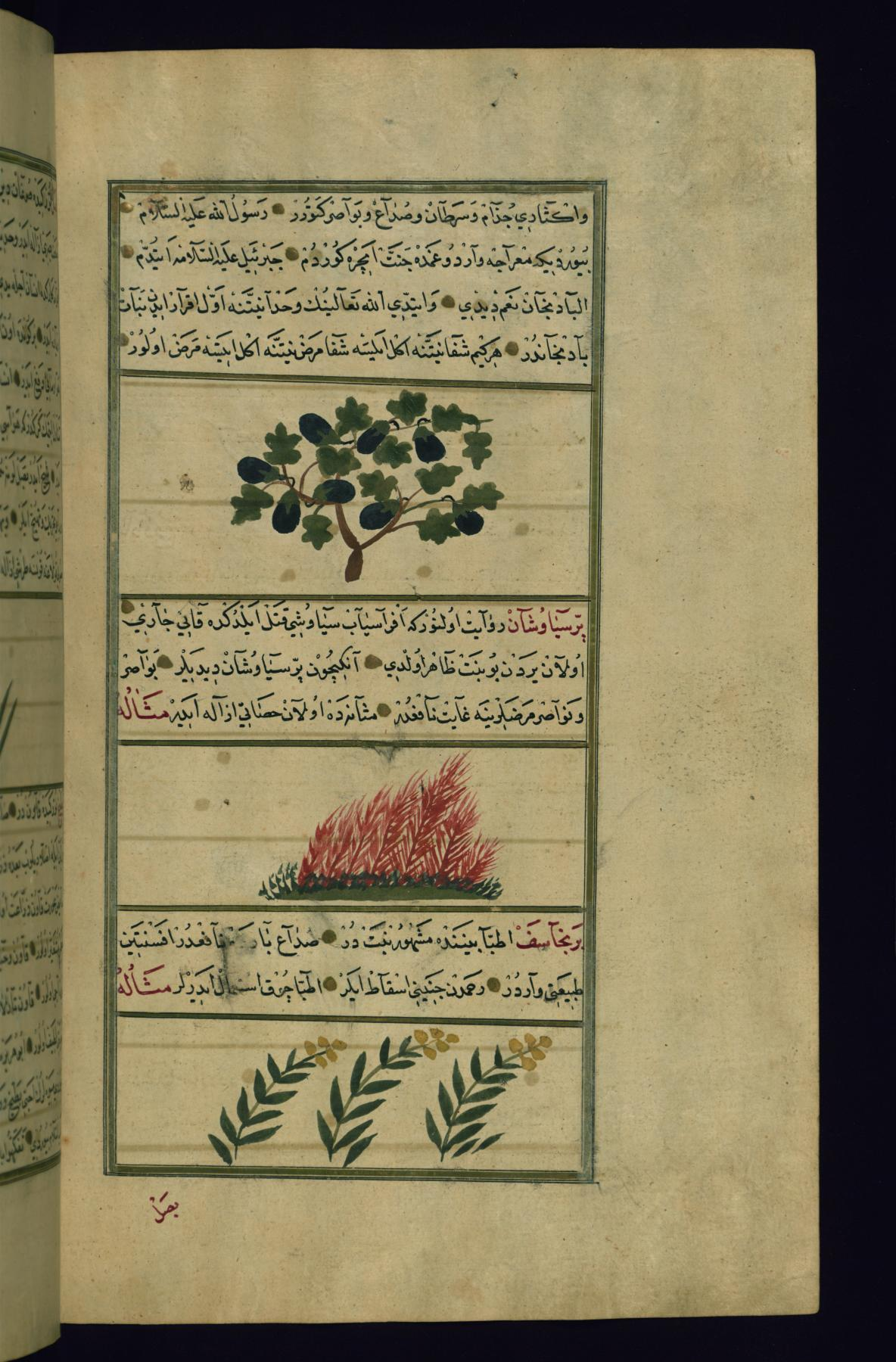
Иллюстрация баклажана (верхнее изображение) в рукописи 1717 года произведения арабского деятеля XIII века Закария аль-Казвини.

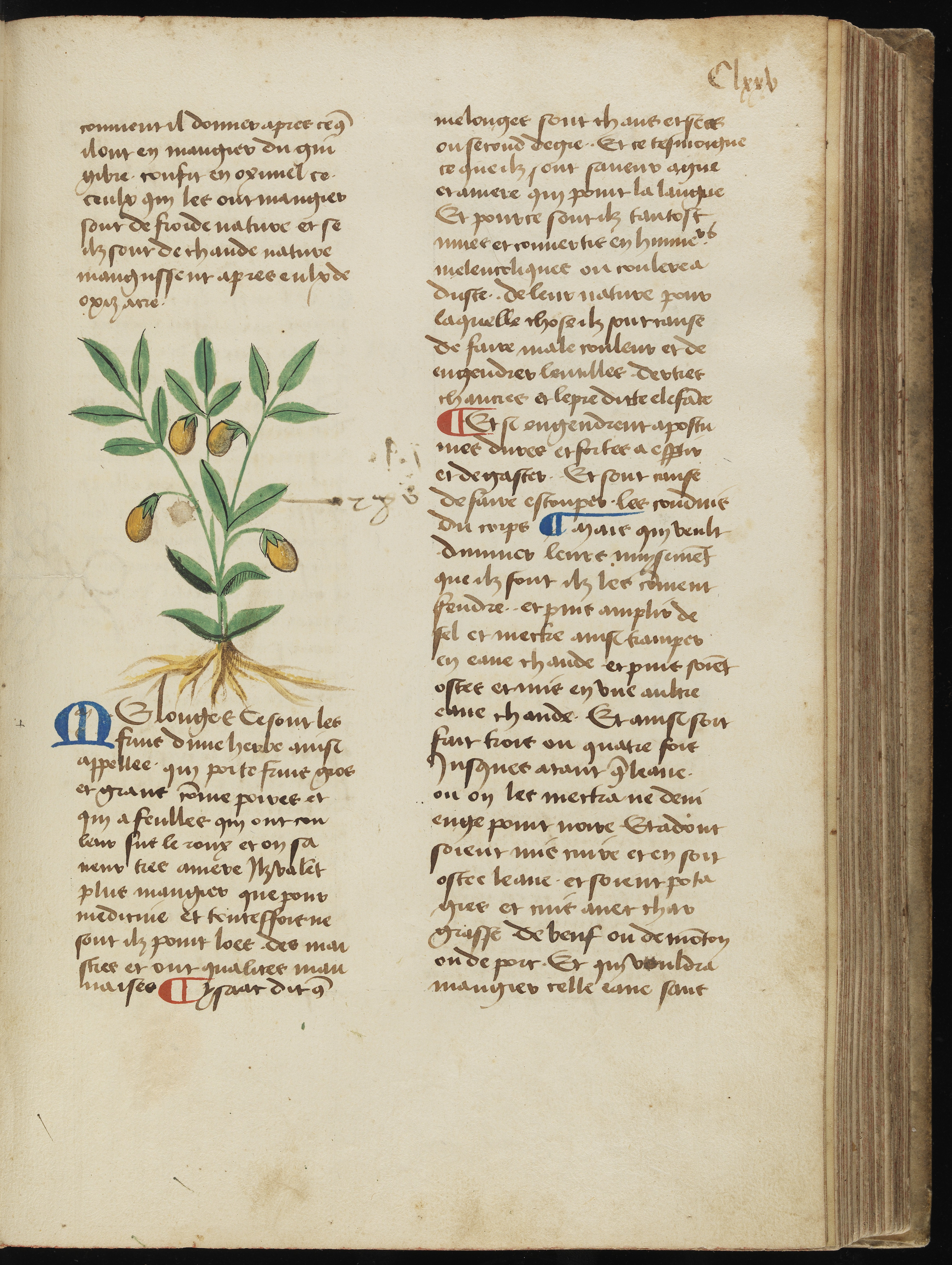
Иллюстрации баклажана из французской рукописи XV века работы Матфея Платариуса. Слово мелонж под рисунком начинается с синей буквы М-.

Видовой эпитет растения — melongena происходит от санскритского vatin ganah, которое дало названия этого плода на других языках: персидское بادنجان («ба̄динджа̄н») и арабское باذنجان («ба̄з̨инджа̄н», с определённым артиклем — «аль-ба̄з̨инджа̄н»). Из арабского языка слово попало в испанский как alberengena («альберенхе́на»), а оттуда перешло во французский как aubergine («обержи́н»). В латинском и итальянском языках ба̄з̨инджа̄н изменилось соответственно в melongena («мелонге́на») и melanzana («меланца́на»), которое ошибочно интерпретировалось как mela insana, «сумасшедшее яблоко». В португальском этот овощ назывался bringella («бринжелла»), и, благодаря активной торговле Португалии с Индией, это название «вернулось» на родину, но уже в форме «бринджал». В Вест-Индии португальское название изменилось как brown-jolly («бра́ун-джо́лли»).
Русское «баклажан» происходит, вероятнее всего, от турецкого patlıcan («патлыджа́н», в свою очередь, являющегося заимствованием из персидского языка) либо таджикского «باقلجان/боқлаҷон».
Баклажан иногда называют армянским огурцом (не путать с армянским огурцом — сортом дыни). А.-Б. Кло, путешествуя по Египту и описывая огородные растения, отмечал, что в этой стране различают два вида армянского огурца — белый (Бидинджан абад) и фиолетовый (Бидинджан эсуэт). Также имеется относительно редкое название «армянский огурец».
В разговорной речи баклажаны также имеют название «синенькие».
Английское название eggplant — «яйцевое растение» связано с формой и цветом несозревшего плода баклажана.

## Происхождение
В диком виде баклажан произрастал на Среднем Востоке, в Южной Азии и Индии. Именно там можно встретить далёких предков баклажана, произрастающих в диком виде. Впервые начали окультуривать баклажан уже более 1500 лет назад именно в тех краях, о чём свидетельствуют древние санскритские тексты. Распространился этот овощ благодаря арабам, завёзшим баклажан в IX веке в Африку.
Древние римляне и греки называли баклажаны яблоками бешенства, полагая, что их употребление приводит к сумасшествию. Этот предрассудок долго препятствовал распространению плодов в Европе.
Известный английский ботаник Джон Джерард в своей книге, опубликованной в 1596 году, рассказывал, как прекрасно растут баклажаны на песчаных почвах Египта, тогда как в Англии дают лишь цветы, а плоды гибнут, вызревая не больше гусиного яйца.
В Европе садоводы-любители выращивали баклажаны ради оригинальной формы плодов и блестящей кожи. Растение поэтому называли яйценосным (egg plant).
Европейцы познакомились с баклажаном в середине XV века, однако широко выращивать эту культуру начали позже — только в XIX веке.

## Биологическое описание

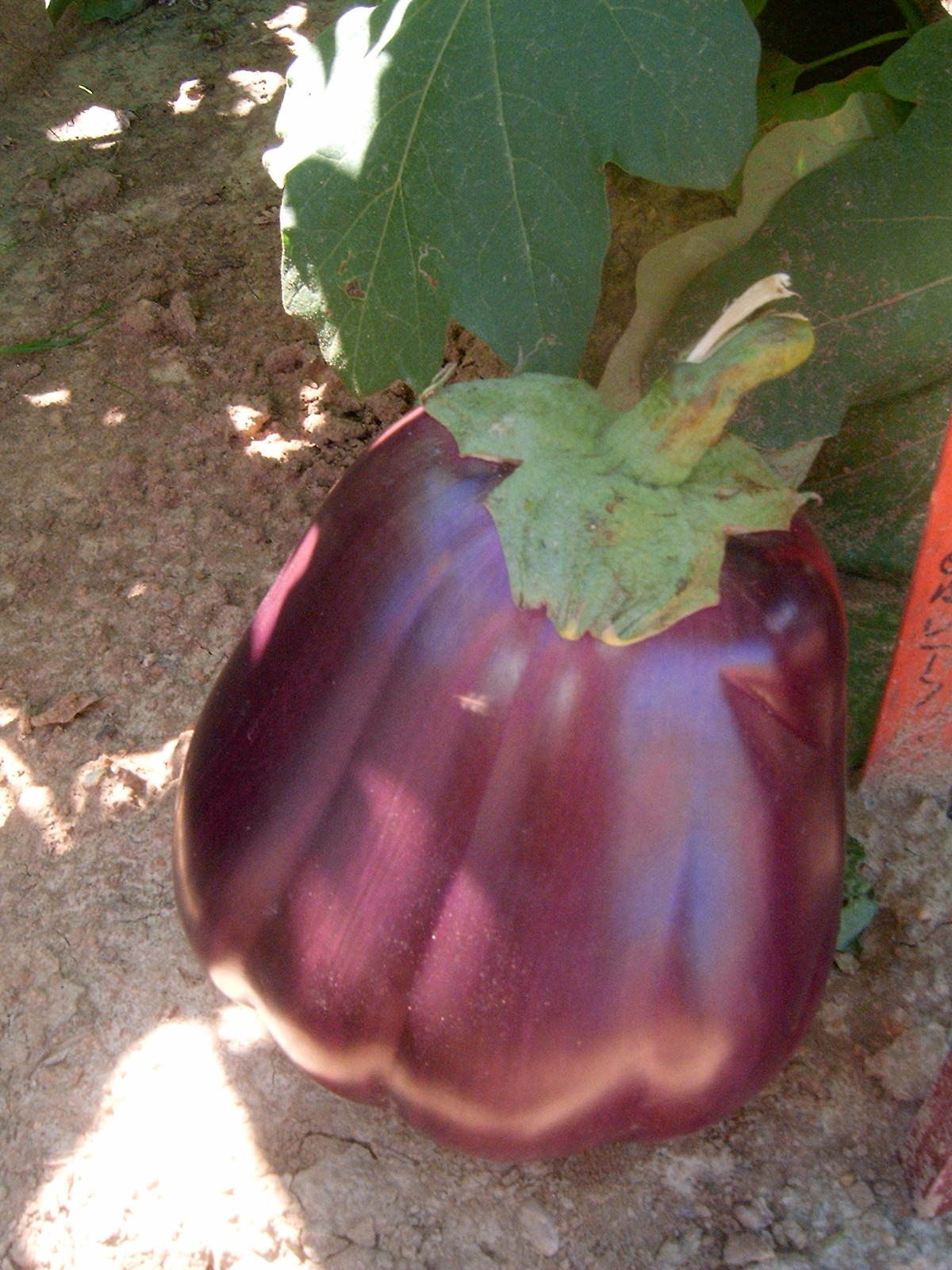
Гигантский сорт баклажана

Баклажан — травянистое растение высотой от 40 до 150 см. Листья крупные, очерёдные, колюче-шершавые, у некоторых сортов — с фиолетовым оттенком. Цветки обоеполые, фиолетовые, диаметром 2,5—5 см; одиночные или в соцветиях — полузонтиках из 2—7 цветков. Цветёт баклажан с июля по сентябрь.

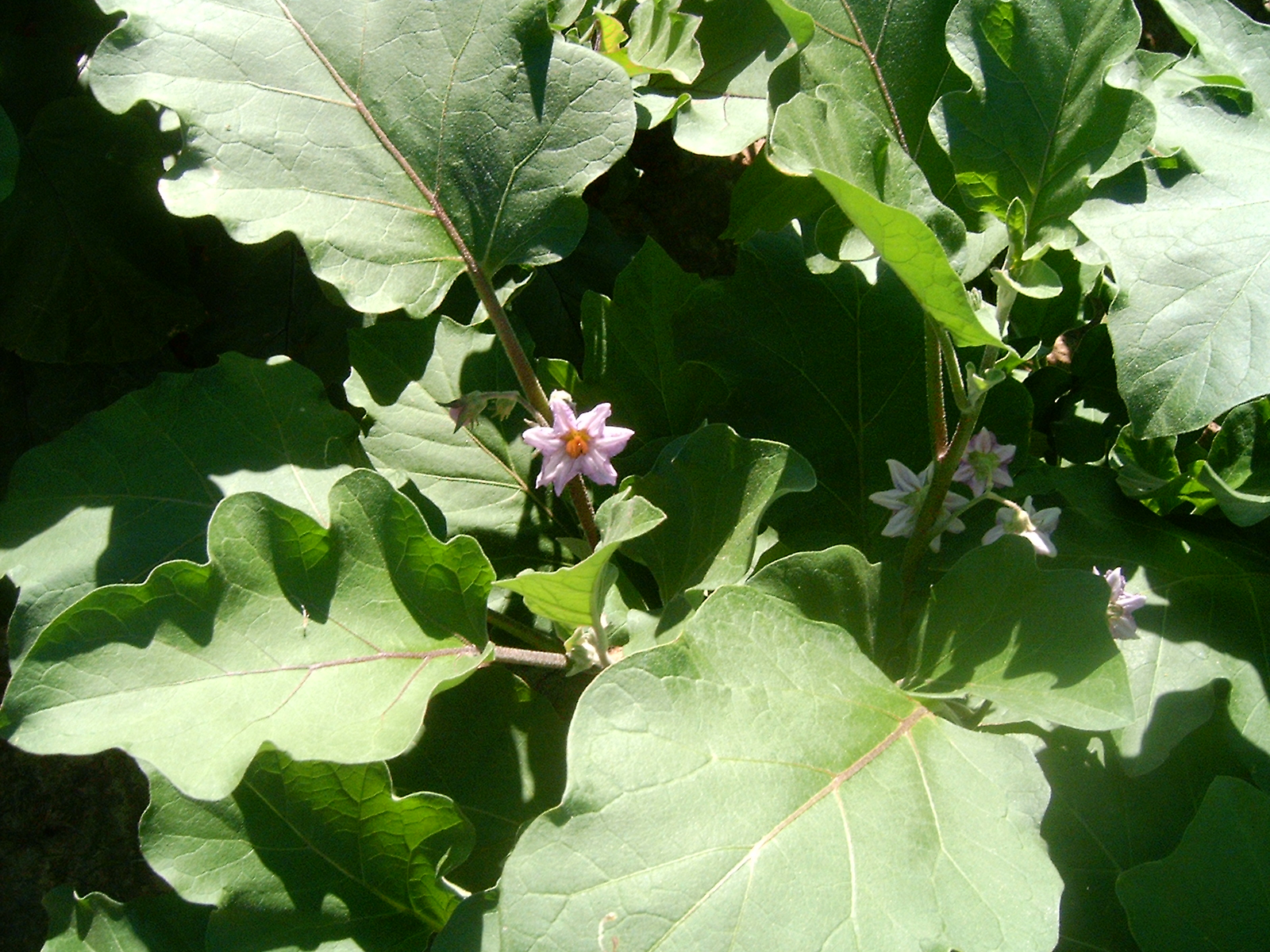
Цветки и листья гигантского баклажана

Плод баклажана — большая ягода округлой, грушевидной или цилиндрической формы; поверхность плода матовая или глянцевая. Достигает в длину 70 см, в диаметре — 20 см; весит 0,4—1 кг. Окраска спелых плодов — от серо-зелёной до буровато-жёлтой. При полном созревании они становятся грубыми и невкусными, поэтому в пищу их используют немного недозревшими. У недозрелых плодов окраска варьирует от светло-лиловой до тёмно-фиолетовой. Семена у баклажана мелкие, плоские, светло-коричневые; вызревают в августе — октябре.

## Выращивание
В зонах субтропического и умеренного климата баклажан возделывается как однолетнее растение рассадным способом. В открытом грунте его разводят в южных районах России — Краснодарском и Ставропольском краях и Ростовской, Волгоградской и Астраханской областях, на юге Сибири.
Баклажан является одной из самых требовательных к условиям выращивания культур. Он чувствителен к колебаниям температуры: понижение или сильное её повышение вызывает опадание бутонов, цветков и завязей. Наилучшая температура для его роста и развития — +25…+28 °C; оптимальная влажность почвы в период плодоношения — 80 % полной влагоёмкости. Семена при температуре ниже +15 °С не прорастают. При отрицательных или длительных низких положительных температурах растение гибнет. Высокие требования баклажан предъявляет и к свету. Очень чувствителен к повреждению корней, поэтому плохо переносит пересадку. В условиях пасмурной погоды или сильном загущении растения растут медленно и образуют мелкие плоды. Баклажан лучше всего растёт на лёгких, хорошо удобренных почвах. Его размещают после озимой пшеницы, огурца, лука, бобовых культур и капусты. Уход состоит в рыхлении почвы, прополке сорняков, поливах, подкормках, борьбе с болезнями и вредителями.
Основными вредителями баклажана являются колорадский жук и паутинный клещ. Болезни — сухая гниль, фитофтора и вилт.

## Сорта
Селекционерами выведены самые различные по форме, размерам и цвету сорта баклажанов. Наиболее распространены мелкие и цветные формы на дальнем востоке. Их форма варьирует от цилиндрической и грушевидной до почти шарообразной. Масса баклажанов тоже варьирует существенно — от 30 г до 2 кг. Цвет баклажанов может быть не только синим или фиолетовым. Плоды сорта «Белое яйцо» своей формой и цветом действительно напоминают куриные яйца. Англичане называют такие баклажаны «пасхальными яйцами». Плоды сорта «Золотое яйцо» овальные и жёлтые. Они отличаются скороспелостью, массой и количеством плодов и, что немаловажно, — вкусовыми качествами. Тайцы предпочитают мелкоплодные светло-фиолетовые баклажанчики, в СНГ и России традиционно ценятся тёмно-фиолетовые плоды среднего размера.
|                                                           |  |  |  |  |
| Различные по форме и цвету плоды разных сортов баклажанов |  |  |  |  |

## Химический состав
Плоды баклажана содержат:
- сухих веществ 7,1—11 %,
- сахаров 2,72—4 %,
- белков 0,6—1,4 %,
- жиров 0,1—0,4 %,

а также соли кальция, калия, фосфора, железа, каротин и большое количество витаминов группы B. Овощ богат клетчаткой.
Баклажан содержит полифенолы, в том числе хлорогеновую кислоту. Она полезна для сердечно-сосудистой системы человека, препятствует развитию диабета, рака и туберкулёза.
Горький вкус плодов связан с наличием соланина, содержание которого увеличивается по мере созревания баклажана. Сок сырых и варёных плодов обладает высокими антибиотическими свойствами.

## Использование

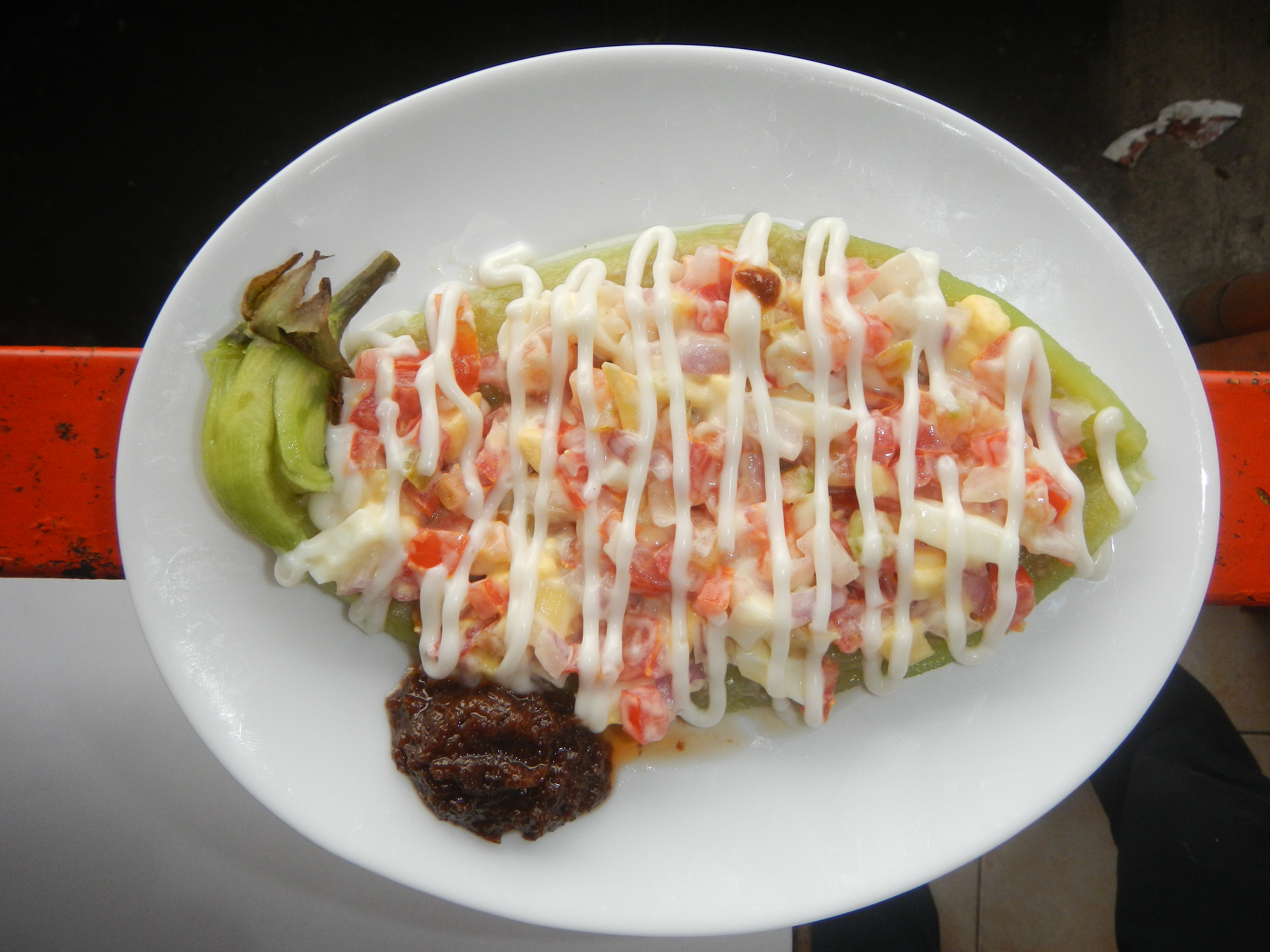
Салат с варёными/жареными баклажанами в качестве основного ингредиента

Баклажаны активно используются в кулинарии многих стран мира. Их варят, жарят, запекают, тушат, готовят на гриле, маринуют, используют для приготовления баклажанных салатов и баклажанной икры, а также едят сырыми. Многие новые сорта не требуют вымачивания, поскольку лишены горечи изначально.
Баклажаны также являются ценным видом ягодного сырья для консервной промышленности (баклажанная икра и др.).
Перезревшие баклажаны не рекомендуется употреблять в пищу, так как в них содержится много соланина. В пищу используются молодые плоды в фазе технической спелости.
На Востоке баклажаны называют «овощами долголетия». Самые известные блюда из баклажана: греческая мусака и турецкий имам баялды (буквально — «упавший в обморок имам»). Необычное название имеет несколько возможных объяснений: блюдо было настолько вкусно, что имам был до обморока потрясён вкуснятиной; имам узнал о количестве дорогих ингредиентов, истраченных на блюдо; имаму стало плохо после длительного поста. Чаще упоминается другая версия: имам выгодно (как он думал) женился на дочери богатого торговца оливковым маслом, она получила в наследство двенадцать больших, в человеческий рост, кувшинов масла. Двенадцать вечеров после свадьбы она готовила вкусный ужин из баклажанов в оливковом масле, на тринадцатый же день не приготовила ничего. Когда же имам спросил, что случилось, жена ответила, что масло кончилось и ему нужно пойти его купить. Услышав это, имам упал в обморок.
Благодаря содержанию солей калия, благотворно влияющих на деятельность сердца, баклажаны рекомендуется употреблять пожилым людям и тем, кто страдает сердечно-сосудистыми заболеваниями. Вещества баклажанов хорошо расщепляют жиры; эти овощи рекомендуются для снижения веса и при атеросклерозе. Благодаря своему химическому составу этот овощ способен поддерживать кислотно-щелочной баланс в организме на оптимальном уровне. Регулярное употребление блюд из баклажанов благотворно влияет на солевой баланс. Поэтому баклажанной диеты рекомендуют придерживаться при нарушении обмена веществ, в частности при подагре. Баклажаны помогают в борьбе с болезнями печени и почек, желудочно-кишечного тракта, полезны они и при запорах.

## Галерея

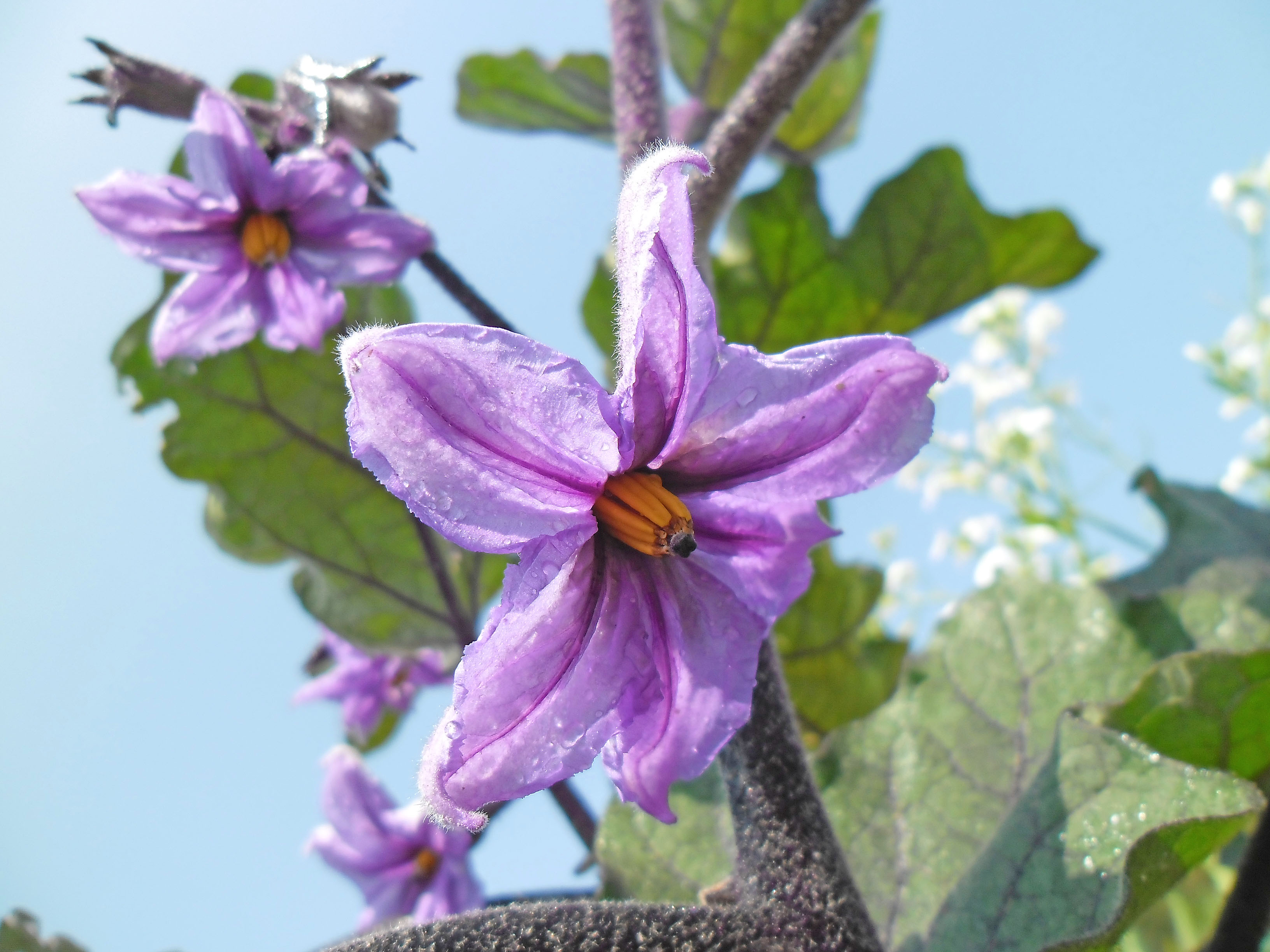
Крупным планом цветок
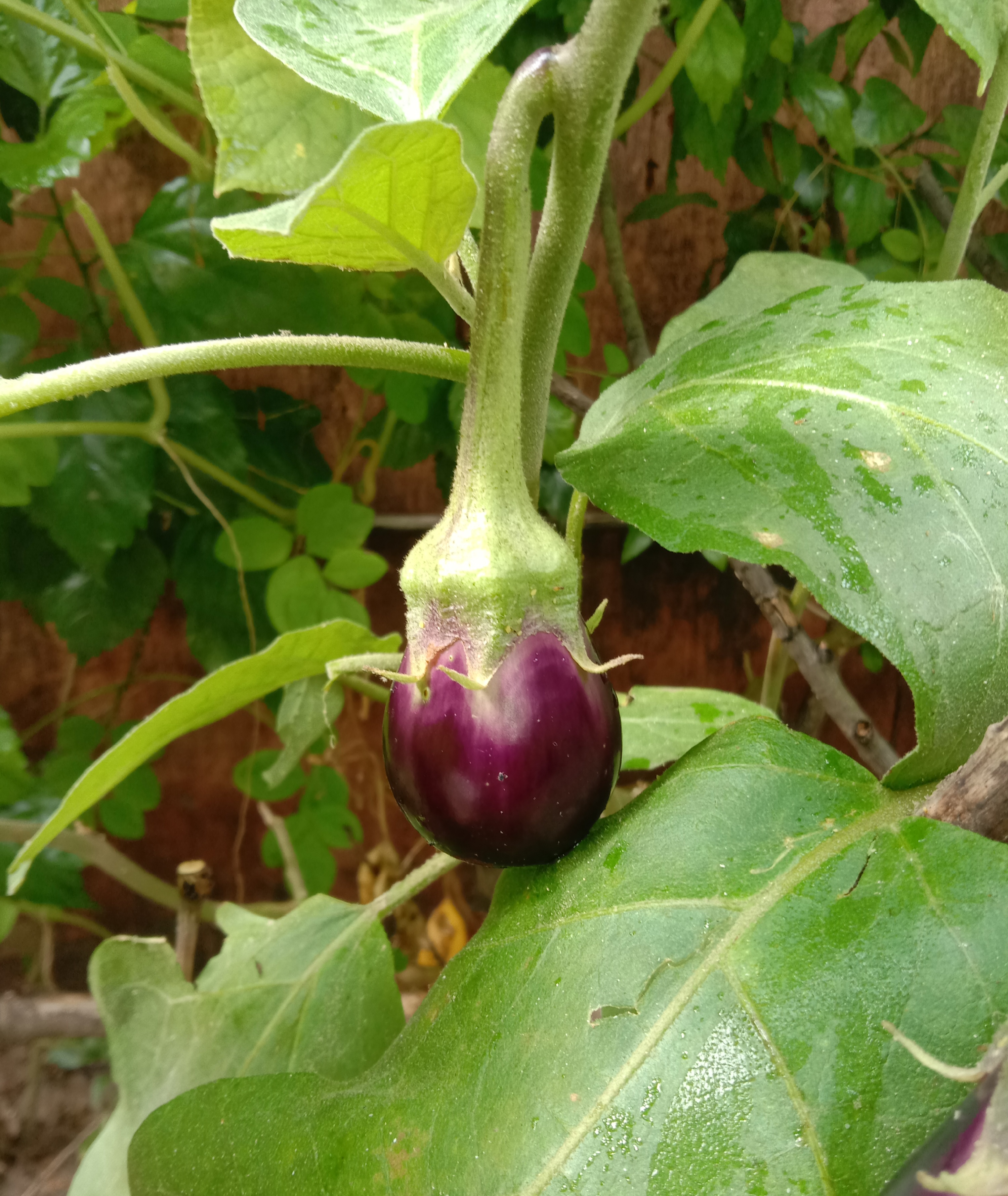
Развивающийся плод
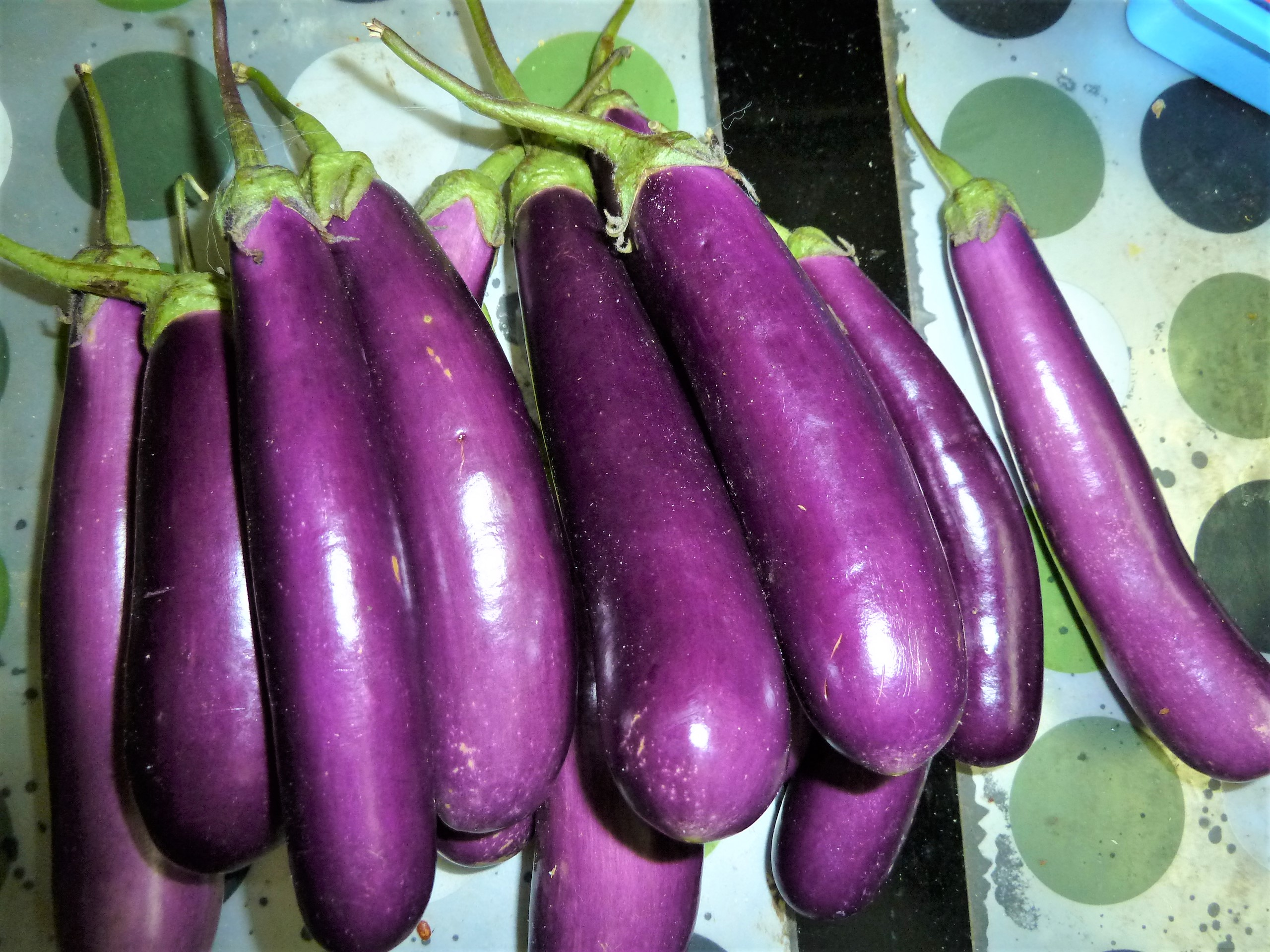
Длинные фиолетовые баклажаны
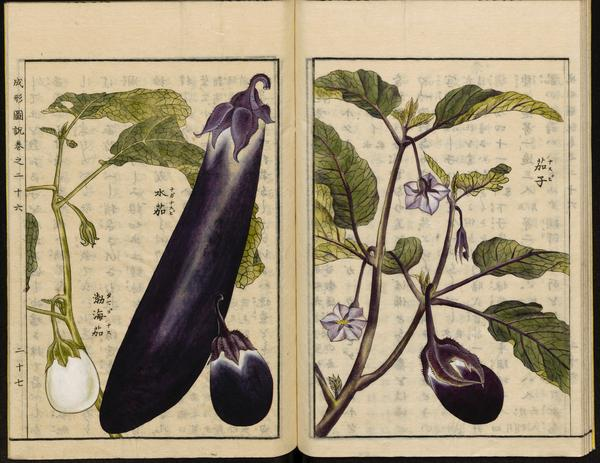
Сорта Solanum melongena из японской сельскохозяйственной энциклопедии Seikei Zusetsu
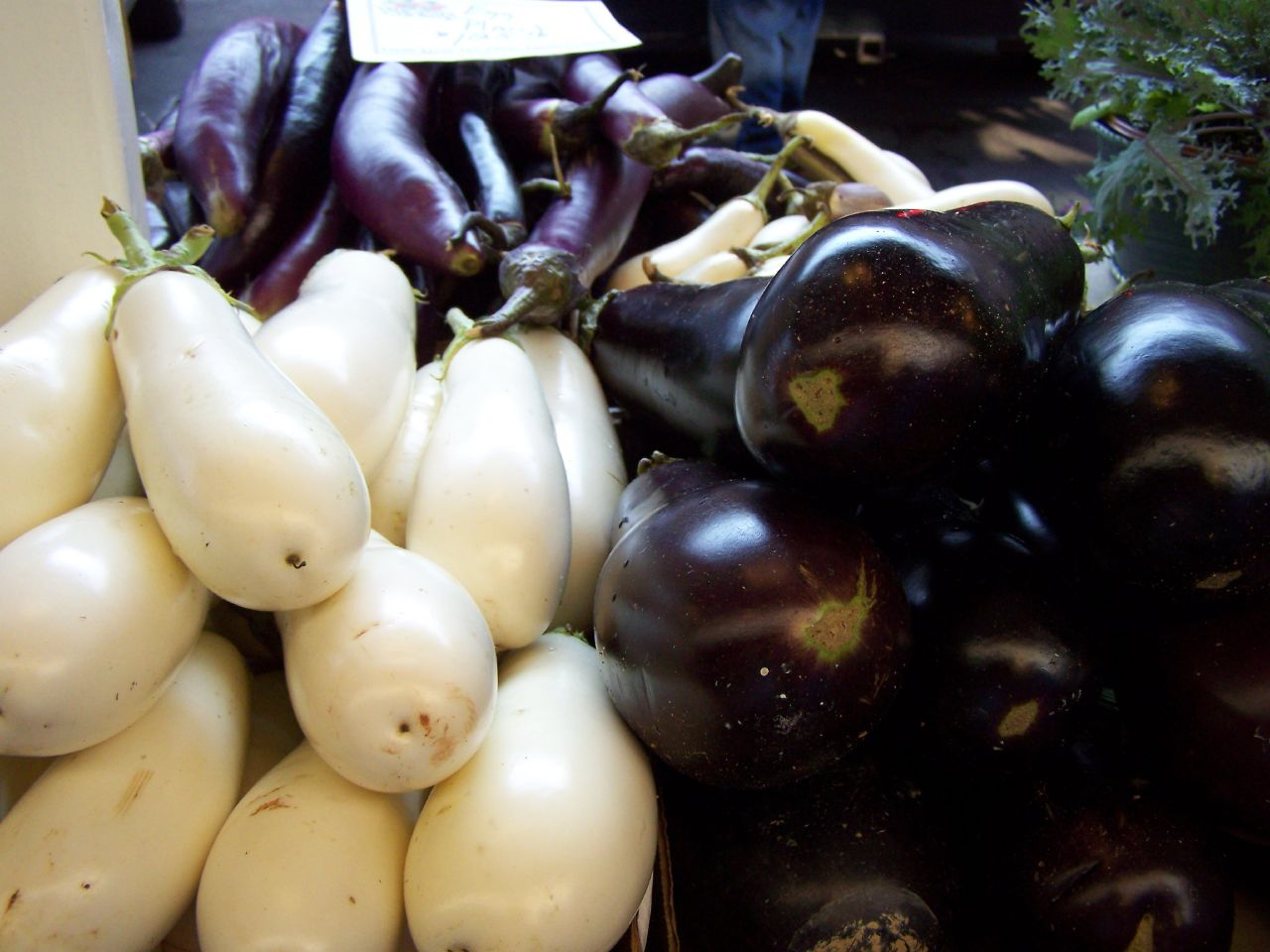
Три сорта баклажана, различающиеся по размеру, форме и цвету
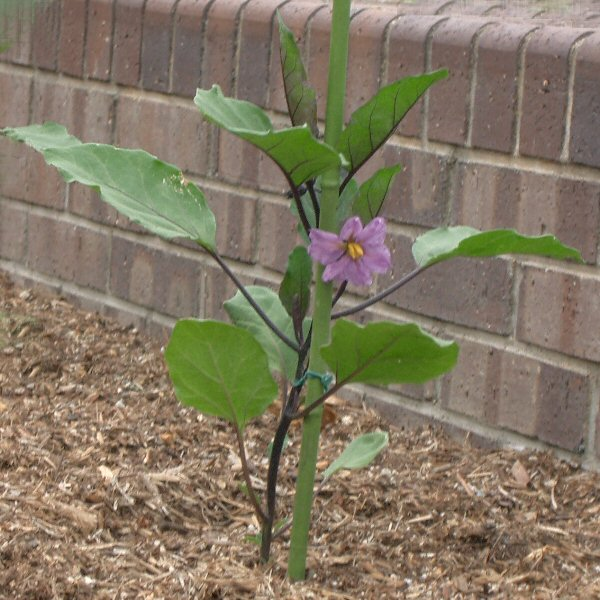
Цветущий баклажан